# Zuster Matteken
Begijn Mathea, oftewel Zuster Matteken, leefde in de tweede helft van de 15e eeuw in het St.-Elizabeth- of Groot-Begijnhof van Gent. De legende van Zuster Matteken vertelt van sociale ongelijkheid en verschillen. 

## Legende
Zuster Matteken was een brave, maar erg arme begijn. Omwille van haar financiële situatie werd ze gemeden door de andere begijnen en werd ze niet uitgenodigd voor bepaalde aangelegenheden. Zo ook op de dinsdagavond voor Aswoensdag. Zuster Matteken mocht niet deelnemen aan de gemeenschappelijke feestmaaltijd van de grootmeesteres en zat moederziel alleen thuis. Al klagend trok ze naar de kerk om zich knielend voor het kruisbeeld te werpen. Christus verscheen aan haar en spoorde haar aan om te gaan aanbellen bij de grootmeesteres om haar te melden dat ze haar dagelijkse gebeden nog niet gezegd had en dat ze door Hem gezonden is. Matteken twijfelt, denkende dat de grootmeesteres haar niet zal geloven. Christus moedigt haar aan en verzekert haar dat er tekenen van zijn verschijning zullen zijn. Matteken moet aan de grootmeesteres vertellen dat Onze-Lieve-Vrouw de naad van het beste kleed van de grootmeesteres had hersteld.
Dat verhaal blijkt te kloppen en de grootmeesteres is in alle staten. Ze nodigt zuster Matteken uit om deel te nemen aan het feest en bij haar bij aan tafel te schuiven. Na het feest rent zuster Matteken terug naar de kerk om Christus te bedanken. Ze sterft tijdens het bidden, waarna spontaan de klokken van de kerk beginnen te luiden. De overige begijnen haastten zich naar de kerk en treffen daar het biddende, maar levenloze lichaam van zuster Matteken aan. 
Ter nagedachtenis van deze gebeurtenis wordt er steevast op Vastenavond een 'Mattekens mis' opgedragen aan de overleden zuster. Dat gaat gepaard met het bakken en eten van het Mattekensbrood, een brood dat niet kan verderven of beschimmelen. 